# Las Cañas (Piura)
Las Cañas es una localidad peruana ubicada en el distrito de Sapillica, perteneciente a la provincia de Ayabaca del departamento de Piura, al norte del Perú. 

## Ubicación
Las Cañas se ubica al suroeste de la provincia de Ayabaca, en el distrito de Sapillica, en el departamento de Piura.

## Demografía
En 2017 Las Cañas tenía una población de 37 habitantes.